# Hisato Satō
Hisato Satō (jap. 佐藤寿人 Satō Hisato; ur. 12 marca 1982 w Kasukabe, pref. Saitama) - japoński piłkarz występujący na pozycji napastnika w Sanfrecce Hiroszima. Mierzy 170 cm wzrostu. Wcześniej grał w JEF United Ichihara Chiba, Cerezo Osaka i Vegalta Sendai.